# Хмелёвка (Воротынский район)
Хмелёвка — село в Воротынском районе Нижегородской области в составе городского поселения рабочий посёлок Васильсурск.

## Географическое положение
Хмелёвка расположена в 2 км к востоку от центра Васильсурска в устье реки Хмелёвка при впадении её в Волгу. Через Хмелёвку проходит асфальтированная дорога Васильсурск — Микряково — Козьмодемьянск, связывающая также марийские сёла и деревни Новая Слобода, Шимваж и Этвайнуры с районным центром (другие дороги непроезжие).
В 4-х км от Хмелёвки находится полигон «Сура»

## Памятники истории
- Церковь иконы Казанской Божьей Матери XVIII века.